# إيقاع حيوي

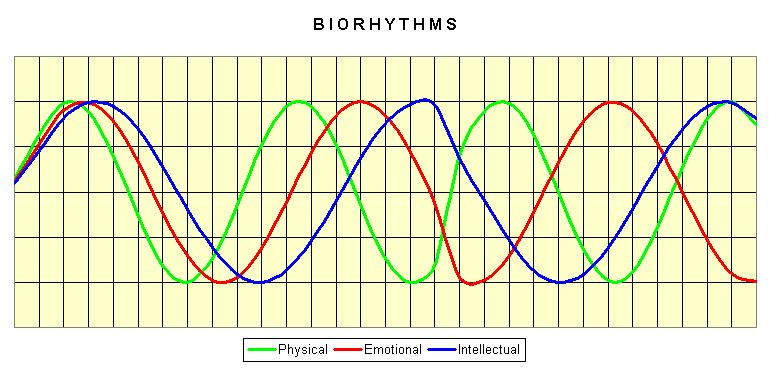

مصطلح يشير إلى أي دورة تغيرات في وظائف الكائنات الحية. ومن أمثلتها الدورة الطمثية للمرأة والتساقط السنوي لأوراق أنواع عديدة من الأشجار.يعتقد البعض بوجود ثلاثة إيقاعات حيوية، يمكن أن تستعمل للتنبؤ بالتغيرات اليومية في شعور الشخص وقدرته على إنجاز الواجبات البدنية والذهنية. وهذه الإيقاعات الحيوية هي:
1. 1- دورة بدنية لـ 23 يومًا
2. 2- دورة عاطفية لـ 28 يومًا
3. 3- دورة عقلية لـ 33 يومًا.

ولم تتمكن البحوث من إثبات صحة الدورات الثلاث. ولا يعتقد معظم علماء الأحياء بوجود هذه الدورات. ويعرف علماء الأحياء، إضافة إلى ذلك، أن الإيقاعات الحيوية للإنسان تبدأ قبل الولادة، وليست عند الولادة. وقد أشار العلماء أيضا إلى أن خصائص الإيقاعات الحيوية المعروفة للإنسان تتفاوت مع العمر.
هل نهضت يوماً عند الصباح وأحسست أنك متعب والخمول يسيطر على كافة أعضاء جسمك دون أن تكون قد عملت قبل ذلك الصباح بأي من الأعمال البدنية المجهدة. هل أحسست في يوم آخر أنك مكتئب ومحبط دون أن يكون هنالك من سبب مقنع لذلك. هل أخطأت في يوم ما وتزايدت عثراتك في بعض تصرفاتك أو أحاديثك ووقعت بإحراج من جراء ذلك وأحسست أيضاً بأنك غير قادر على كتابة أو قراءة أي شيء وأنت لم تتوصل لمبرر مقنع لهذا الذي يحدث لك. هل التقيت يوماً بمن تحب وتعشق وأحسست أن عواطفك وأحاسيسك باردة قليلاً وأنك غير مهيأ هذا اليوم لمثل هذا اللقاء العاطفي. هل أحسست يوماً بعكس كل ما سبق بأنك في قمة حيويتك ونشاطك البدني والذهني وأنك تشعر بالسعادة والاندفاع للعمل وأنك تفكر بعمق وتتحدث بطلاقة دون أي أخطاء.
بالتأكيد قد يحدث لنا جميعاً مثل ذلك ولو يوماً في الشهر.إذاً تعالوا معي لنطلع على هذه الدراسة وعلى هذه النظرية العلمية والتي تدعى بنظرية (البيورزم) أو الإيقاع الحيوي للإنسان.
إن نظام الدورات وإيقاعاتها الطبيعية مثل تعاقب الليل والنهار وتعاقب الفصول الأربعة من شتاء إلى ربيع إلى صيف إلى خريف، وكذلك إيقاع القمر والدورات المتعاقبة لنشاط أو فتور إشعاعات نجم الشمس، أو مرور المذنبات المعروفة بشكل دوري قريباً أو بعيداً من كوكبنا الأرضي، وكذلك تعرض القمر لظاهرة الخسوف ونجم الشمس لظاهرة الكسوف (الكلي مثلاً الذي يتكرر كل أربعمائة عام في المكان الجغرافي نفسه) وما يحدث من جراء ذلك من تسرب للإشعاعات المتعددة المرئية وغير المرئية (تحت الحمراء وفوق البنفسجية) التي تصيب جانبي شريط الكسوف الكلي على سطح الأرض حيث تنعرج هذه الأشعة على حواف القمر وتتمحرق على الأرض في منطقة معينة حيث تكون الطاقة أعظمية غير أن اتساعها على سطح الأرض يخفف من تأثيرها الضار وإذا ما استطاع العلماء تحديد مواقعها بدقة لأصبح بإمكانهم استخدامها في أبحاثهم فهي منبع هائل ومجاني مترابط ومنسجم يستحيل الحصول عليه في المختبرات العلمية الأرضية لأنها ناجمة عن أكبر مرجل كوني هو نجم الشمس الذي لن يستطيع الإنسان مهما تطور العلم لديه أن يصنع مثل ذلك المرجل. ويمكن استخدام هذه الطاقة في حث التفاعلات الانشطارية أو الاندماجية خلال فترة زمنية قصيرة جداً كما يمكن استخدامها من قبل علماء التهجين الوراثي والتعقيم والهندسة الوراثية وفي تغيير أو تعديل الجينات الحية لتطوير أنواع جديدة من النبات أو في عملية الاستنساخ إذ يمكن القول إن الكسوف فرصة ذهبية لغناه بالمعطيات والمكاسب لصالح رفاهية الإنسان. لكن هذا كله يحدث بشكل دوري فوق كوكبنا الأرضي دون أن يتدخل الإنسان ومنذ آلاف بل وملايين السنين ويؤدي ذلك لحدوث طفرات لدى الكائنات الحية سواءً كان نبات أو إنسان أو حيوان وتنشأ بذلك أنواع جديدة تملك مواصفات (سلبية أو إيجابية) لم تكن موجودة لديها سابقاً. فما بالنا أيضاً بتأثير هذه الدوريات المتعددة على سلوكنا اليومي وانفعالاتنا ونشاطاتنا الجسدية والعقلية والعاطفية.
نعم إن كل ما تم ذكره سابقاً يعتبر من الدورات الحسية الواضحة في حياتنا نحن البشر كوننا نتعرض لكل ذلك شئنا أم أبينا.
وإذا كنا لا نشعر بهذا مباشرة فهذا لا يعني أننا لا نتأثر به تأثراً كاملاً في أدق تفاصيل حياتنا النفسية والصحية والعقلية.
وقد اكتشف العلماء السوفييت السابقين عدة دورات حياة للشمس تتراوح بين (7-11-35-80)سنة وقمة كل دورة من هذه الدورات تتميز بنشاط شمسي حاد تكثر فيه الانفجارات داخل نجم الشمس ويتسع نشاط البقع الشمسية والعواصف المغناطيسية. ويبقى السؤال وما هي علاقتنا نحن بكل هذه التغيرات والنشاطات الشمسية ولكن متابعة هذه النشاطات الشمسية من قبل العلماء والمختصين في مجالات الصحة والبيئة وغيرها يؤكدون جميعاً أن هذه النشاطات لها الكثير من التأثيرات الخطيرة على حياتنا وهي مسؤولة مثلاً إلى حد بعيد عن انتشار الأوبئة وتزايد حالات الانتحار وتضاعف عدد حالات حوادث الطرق وزيادة معدل الإصابة بالأمراض النفسية والعصبية والعقلية.
هذا كله ينجم فقط عن النشاطات الدورية لنجم الشمس ماذا الآن عن النشاطات الدورية للقمر الذي يطلق عليه في بعض البلدان الأوروبية (القابلة الكبرى) حيث يتصورونه قابلة هائلة تسحب الأطفال إلى خارج بطون أمهاتهم نتيجة الارتباط الوثيق بينه وبين تزايد حالات الولادة وهو يمر بمرحلة القمر البدر، فقد قام طبيبان أمريكيان كبيران مختصان في الولادة بجمع معلومات حول أكثر من نصف مليون حالة ولادة تمت في مستشفيات نيويورك بين عامي (1948-1957) أكدت هذه الدراسة تزايد عدد المواليد مع القمر وهو آخذ في التناقص، عنها وهو آخذ في التزايد وأن أعلى معدل لحالات الولادة يكون بعد اكتمال القمر مباشرة، وأن أقل معدل يكون مع مولد القمر الجديد.
وقد اكتشف العالم التشيكوسلوفاكي (يوجين يوناس) أن هنالك علاقة ثابتة بين القمر ووقت انطلاق البويضة القابلة للإخصاب عند المرأة، بل انه استطاع أن يثبت أن قابلية المرأة البالغة للحمل ترتفع في حالة القمر المناظرة للحالة التي كان عليها لحظة ولادتها هي.. مثلاً إذا كانت قد خرجت إلى الحياة عندما كان القمر هلالاً فإن أعلى احتمالات حملها تكون عندما يكون القمر هلالاً. لقد طبق الدكتور يوجين نتائج بحثه هذا على عدد من النساء في أوروبا الشرقية فأعطى كل امرأة جدولاً خاصاً يعتمد على حالة القمر لحظة ولادتها وعندما استخدمت النساء هذا الجداول كوسيلة من وسائل منع الحمل ثبت نجاحها بنسبة 98 % وهي نفس نسبة حبوب منع الحمل الشائعة الاستعمال.
وعن الوجه الآخر لتأثير دورة القمر على الإنسان نشر المعهد الأمريكي لعلم طب المناخ تقريراً عن أثر القمر على التصرف الإنساني حيث جاء فيه (إن الجرائم التي تتم تحت تأثير المرض العقلي الشديد مثل الحريق المتعمد وجرائم جنون السرقة والقتل تحت تأثير المشروبات الروحية كل هذه الجرائم تصل إلى ذروتها عند اكتمال قرص القمر).
إن ما تم ذكره سابقاً مع بعض الشواهد على تأثير النشاطات الدورية للشمس والقمر على حياة كافة أنواع الكائنات الحية على كوكب الأرض ومنها الإنسان، فإذا أضفنا إلى ذلك دورات آلاف وملايين الكواكب والنجوم والتي تؤثر على كوكبنا الأرضي لأدركنا السر في تعدد الدورات التي تحكم حالة الإنسان الحيوية.
في بداية القرن الماضي توصل العلماء تؤكد أن الإنسان منذ ولادته تمر حياته في ثلاث دورات متكررة، تتعلق إحدى هذه الدورات بحالته الجسدية أو البدنية، وتتعلق الثانية بحياته العاطفية أو الحسية، أما الدورة الثالثة فهي دورة نشاطه العقلي أو الذهني.
وأن على كل شخص أن يختار أنسب الأيام للقيام بنشاط ما من العديد من النشاطات البشرية. كما أن عليه أن يتجنب النشاط الحاد إذا ما كانت دورته الجسدية في يوم ما عند الحضيض فيحصن نفسه ضد العديد من الأمراض المعدية وغيرها. 
وتقول نظرية (البيورزم) الإيقاع الحيوي للإنسان أن المدى الزمني لهذه الدورات الثلاث يختلف من دورة إلى أخرى. فدورة النشاط الجسماني (البدني) مداها (23) يوماً. ثم تتكرر من جديد.والدورة العاطفية أو الحسية تتكرر كل (28) يوماً (وهو ما يناظر مدى الدورة الشهرية عند المرأة). أما الدورة العقلية أو الذهنية فتتكرر كل (33) يوماً.
هذا الاختلاف في المدى الزمني لكل دورة هو الذي يخلق التوازن ويحقق التنوع في حياتنا. ففي يوم ما قد نكون في أحسن حالاتنا الجسدية بينما نحن في أسوأ حالاتنا الذهنية. مع كوننا في وضع حرج بالنسبة لحالتنا العاطفية … وهكذا. أي أننا لا نكون في أسوأ حالاتنا الجسدية والعقلية والعاطفية عند يوم معين إلا في استثناءات يمكن أن نستدل عليها لو قمنا برسم المنحنيات التي تمثل هذه الدورات.
يرجع الفضل في اكتشاف (نظرية البيورزم) الإيقاع الحيوي إلى عالمين مرموقين الطبيب الألماني (فلييس) والدكتور(هيرمان سفوبودا) الأستاذ بجامعة فيينا. وقد نشر الدكتور (سفوبودا) أول أبحاثه عنها عام (1904) بينما نشرها فلييس عام (1906).
وكانت أبحاثهما تنصب عل الدورتين الجسدية والعاطفية أما الدورة العقلية فيرجع فضل اكتشافها إلى المهندس النمساوي (الفريد تلشر) الذي نشر أبحاثه عام (1920).ومنذ ذلك التاريخ اكتسبت هذه النظرية اهتماماً واسعاً في الكثير من بلدان العالم. وواجهت في نفس الوقت معارضة من بعض الذين رفضوها حيث يقولون أن أغلب النتائج الإيجابية لهذه النظرية يعود إلى الإيحاء الذاتي مثلاً (إذا عرفت من دراسة المنحني الجسدي أنني في يوم خمول. كنت أميل إلى الاقتناع بهذا وركنت إلى الخمول فعلاً. لكن وللحقيقة يفقد هذا الاعتراض قوته عند دراسة الحالات التي لم يكن يدري أصحابها شيئاً عن نظرية الإيقاع الحيوي وحساباتها.
والكلام الذي سبق ذكره يؤكده هذا المثال : ففي بدايات عام (1973) تحطمت (156) طائرة من طراز (ستارفيتر) الأمريكية بمعدل غير طبيعي لهذا النوع من الطائرات آنذاك.وعندما تم دراسة حالة (23) طياراً من الذين قادوا هذه الطائرات وتحطمت بهم بعد أن عرفت تواريخ ميلادهم الحقيقية ثم تحددت دورات إيقاعهم الحيوي تبين أن (17) طياراً منهم كانوا يوم تحطم طائراتهم في أسوأ حالة من حالات إيقاعهم الحيوي (عقلياً وجسدياً وعاطفياً)، ولعل هذا هو الذي حدا بشركة الطيران المتحدة الأمريكية إلى وضع عقل إلكتروني تحت تصرف العاملين بها والذي يهتم بحساب إيقاعاتهم الحيوية حتى يتوخوا الحذر في الأيام الهابطة في منحنيات إيقاعهم الحيوي.
وحالياً تعطي اليابان اهتماماً كبيراً بهذه النظرية فقد قامت بإنتاج آلة حاسبة صغيرة كما الآلات العادية تعمل بالبطارية تكشف لحاملها حالة إيقاعه الحيوي في كل يوم بالإضافة لتأديتها وظائف الآلة الحاسبة.
أما شركة البرق في مدينة (يوكوهاما) فتفرض عل خمسين في المائة من العاملين في قيادة دراجاتها البخارية والذين يعملون في توصيل البرقيات إلى أصحابها أن يربطوا في ذراع القيادة بالدراجة البخارية شرائط حمراء وصفراء واضحة وفقاً لحالة إيقاعهم الحيوي، فالشريط الأحمر يعني (إحذر السائق هو في أسوأ إيقاعه الحيوي) والشريط الأصفر يعني (انتبه السائق يمر بما قبل أو بعد أضعف حالاته) 
وفي مدينة (بازل) في سويسرا انخفضت الحوادث بنسبة (40 %) نتيجة لمراعاة الإيقاع الحيوي للسائقين.
أما (جاك جونتر) مدرب الفريق السويسري للجمباز يقوم بترتيب لقاءات أبطاله العالمية وفقاً للأيام التي يكون فيها إيقاعهم الحيوي في قمته.
أما في روسيا ومنذ زمن الاتحاد السوفيتي السابق قامت الإدارات التي تشرف على عمال المناجم برسم المنحنيات العقلية حصراً لعمالها وتعطي الإجازة لكل عامل عندما يكون المنحنيين العقلي والجسدي له في الذروة السالبة لأن أي خطأ بسيط للعامل قد يشكل كارثة بالعمل.
وتفيد بعض الإحصائيات للمهتمين بنظرية البيورزم من خلال الحصول على تواريخ ميلاد المنتحرين ودراستها بدقة أن النسبة العظمى منهم كانوا في يوم قيامهم بعملية الانتحار في أسوأ حالاتهم (العقلية والعاطفية والجسدية) ومنحنياتهم الثلاثة أقرب ما تكون للذرى السالبة إن لم يكونوا في الذرى السالبة تماماً.
وكذلك ينصح أصحاب هذه النظرية الأطباء الجراحين أن لا يقوموا بأي عمل جراحي لمريض ما إذا كان المنحني الجسدي له في الحضيض بل عليهم تأجيل العمل الجراحي له للفترات الموجبة حيث يكون الجسد بكامل حيويته ونشاطه ويتجاوب مع العمل الجراحي ويُسرّعْ في عملية الشفاء.
كيف نحسب الإيقاع الحيوي للإنسان :
تعتمد نظرية البيورزم (الإيقاع الحيوي) على أن جميع الدورات (الجسدية - العاطفية – العقلية) يبدأ حسابها بيوم الولادة. فمثلاً الدورة العاطفية (الحسية) تستمر (28) يوماً حيث تبدأ من لحظة الولادة من الصفر ثم تأخذ في التصاعد حتى تصل إلى قمتها في اليوم السابع ثم تبدأ في الهبوط حتى تصل إلى نقطة الصفر (الاعتدال) في اليوم الرابع عشر ثم تواصل هبوطها حتى تصل إلى الحضيض في اليوم الحادي والعشرين بعدا تبدأ في الصعود مشكلة بداية لدورة جديدة وهكذا دواليك.. ونفس هذا التتابع نجده في الدورتين العقلية والجسدية مع فارق وحيد هو عدد الأيام الخاصة في كل دورة. فبعد أن نحدد تاريخ الميلاد الحقيقي لشخص ما باليوم والشهر والسنة نقوم بعملية الطرح الشاقولي بين تاريخ اليوم الحالي وتاريخ ميلاد ذلك الشخص.